# سيزر رودني
سيزر رودني (بالإنجليزية: Caesar Rodney) (7 أكتوبر 1728- 26 يونيو 1784) هو محامٍ أمريكي وسياسي من منطقة سانت جونز نيك، عمل في بلدية دوفر هاندرد الواقعة في مقاطعة كينت بولاية ديلاوير، شرق دوفر. وكان ضابطًا في المليشيا خلال الحرب الفرنسية والهندية والثورة الأمريكية، علاوة على ذلك، عمل عضوًا في المجلس القارّي من ديلاوير، ورئيسًا لديلاوير خلال معظم الثورة الأمريكية، ومُوقّعًا على إعلان الاستقلال الأمريكي. 

## عائلة رودني وحياته المبكرة
وُلد سيزر رودني في 7 أكتوبر، 1728 في مزرعة عائلته، «بايفيلد»، في سانت جونز نيك شرق دوفر، مقاطعة كينت، ديلاوير. سيزر هو الابن الأكبر بين 8 أطفال لسيزر وإليزابيث كراوفورد رودني وحفيد وليام رودني. هاجر وليام رودني إلى المستعمرات الأمريكية في الفترة 1681-1682، برفقة وليام بن، وكان متحدثًا باسم المجلس الاستعماري لمقاطعات ديلاوير في عام 1704. والدة سيزر هي ابنة الكاهن توماس كراوفورد، وهو كاهن أنغليكاني في كنيسة المسيح في دوفر. كانت عائلة أديلمار البارزة من تريفيزو، ألمانيا أحد أسلاف عائلة رودني، كما وُثّق في دراسات علم الأنساب. كانت بايفيلد مزرعة مزدهرة تبلغ مساحتها 800 فدان (320 هكتار)، ويعمل فيها العبيد. بامتلاكها عقارات مجاورة أخرى، كانت عائلة رودني وفقًا للمعايير القائمة من أعضاء طبقة النبلاء المحلية الثرية. نمت المزرعة لتصل إلى 1,000 فدان، وعمل فيها 200 من العبيد، حققت المزرعة دخلًا كافيًا من بيع القمح والشعير لأسواق فيلادلفيا والهند الغربية لتوفير ما يكفي من النقود والرفاه لينخرط أفراد العائلة في الحياة الاجتماعية والسياسية في مقاطعة كينت.
عندما بلغ السابعة عشر من عمره وعقب وفاة والده في عام 1746، أوكلت محكمة ديلاوير للأيتام نيكولاس ريدجلي بحق وصاية سيزر.

## تعليمه
تلقى سيزر تعليمه عندما كان يبلغ من عمره 13 أو 14 عامًا. التحق بالمدرسة اللاتينية في فيلادلفيا، بنسلفانيا لحين وفاة والده. كان سيزر الوحيد بين أطفال عائلة رودني الذي تلقّى ما يقارب التعليم الرسمي.

## السرطان
عانى سيزر من الربو طيلة حياته، وأصيب في كبره بسرطان الوجه. وخضع للعديد من العلاجات الطبية باهظة الثمن والمؤلمة وعديمة الجدوى. كان سيزر يرتدي وشاحًا أخضرًا لإخفاء وجهه المشوه. وتُوفي بسبب هذا المرض بعد 8 أعوام.

## المسيرة المهنية والسياسية
وصف توماس رودني أخاه آنذاك بامتلاكه «حسًا كبيرًا من خفة الدم والدعابة من النوع الممتع، وكانت محادثاته دائمًا لامعة وحازمة وتُجرى بحكمة...» أمضى حياته عازبًا، ومُوقرًا بصفة عامة، وكان شعبيًا بالفعل. نعلم أنه أعلن عن حبه وتعلقه لعدد من سيدات ديلاوير في أوقات مختلفة، إلا أنه لم يكن عاشقًا ناجحًا. ووفقًا لذلك، انتقل بسهولة إلى العالم السياسي الذي شغله والده بالوصاية سابقًا. عند بلوغه السابعة والعشرين في عام 1755، انتُخب مأمورًا لمقاطعة كينت وخدم لمدة ثلاثة أعوام مسموح بها كحد أقصى. كان ذلك منصبًا ذا قوة ومجزيًا ماليًا، إذ أشرف على الانتخابات واختار هيئة المحلفين التي قررت المعدل الضريبي للمقاطعة. بعد خدمته التي استمرت لثلاثة أعوام، عُيّن في سلسلة من المناصب من ضمنها مسجلًا للوصايا، ومدونًا للعقود، وكاتبًا في محكمة الأيتام، وقاضيًا للصلح، وقاضيًا في المحاكم الأدنى. كُلّف بالعمل قائدًا لسرية دوفر هاندرد في كتيبة العقيد جون فينينج  للمليشيات في ديلاوير. ولم يشهدوا خدمة فعلية أبدًا. منذ عام 1769 وانتهاءً بعام 1777، كان قاضيًا مساعدًا في المحكمة العليا للمقاطعات الأدنى.
كانت ديلاوير في القرن الثامن عشر منقسمة سياسيًا إلى جماعات متفككة عُرفت «بحزب المحكمة». كان  حزب المحكمة الأغلبية أنغليكانيًا بشكل عام، وكان الأقوى في مقاطعتي كينت وسوسكس، وعمل بتوافق مع الحكومة الملكية الاستعمارية، وكان في صالح التوافق مع الحكومة البريطانية. كان حزب الدولة الأقلية من اسكتلنديي ألستر، وتمركز في مقاطعة نيوكاسل، وسَرَعان ما نادى بالاستقلال عن البريطانيين. رغم كونهما عضوين في طبقة النبلاء الأنغليكانية في مقاطعة كينت انحاز سيزر وأخوه، توماس رودني إلى حزب الدولة، وهي أقلية قائمة بذاتها في مقاطعة كينت. وعلى هذا النحو، عمل في شراكة مع توماس ماكين من مقاطعة نيوكاسل ومعارضًا لجورج ريد.

## الثورة الأمريكية
انضم سيزر إلى توماس ماكين كمندوب لكونغرس قانون الطابع في عام 1765 وكان قائدًا للجنة ديلاوير للائتلاف. بدأ خدمته في مجلس ولاية ديلاوير في الدورة التشريعية 1761/1762 وواصل عمله في المكتب خلال الدورة التشريعية 1775/1776. عمل خطيبًا في مرات عديدة، ومنها أثناء اليوم المشهور 15 يونيو 1776، حيث «كان رودني على المقعد وكان توماس ماكين يتصدر النقاش في القاعة،» وصوّت مجلس ولاية ديلاوير على قطع جميع العلاقات مع البرلمان البريطاني والملك.
في هذه الأثناء، عمل سيزر في المجلس القاري إلى جانب توماس ماكين وجورج ريد من عام 1774 وحتى عام 1776. كان سيزر في دوفر يرعى نشاطات موالية للحكومة في مقاطعة سوسكس عندما تلقى خبرًا من توماس ماكين بأنه وصل إلى طريق مسدود مع ريد حول التصويت للاستقلال. ولتجاوز الطريق المسدود، قاد سيزر 70 ميلًا عبر عاصفة رعدية ليلة 1 يوليو 1776، ووصل إلى فيلادلفيا «بحذائه المليء بالنتوءات» في 2 يوليو، في الوقت الذي بدأ فيه التصويت. صوّت مع ماكين متيحًا بذلك لولاية ديلاوير الانضمام إلى أحد عشرة ولاية أخرى في التصويت لصالح قرار الاستقلال. وأُقرّت صيغة الاستقلال بعد يومين، ووقّعها سيزر في 2 أغسطس. أدت ردود الفعل السلبية في ديلاوير إلى هزيمة سيزر الانتخابية في مقاطعة كيت مقابل مقعد في مؤتمر ديلاوير الجستوري لاحقًا ومجلس ولاية ديلاوير العام الجديد.
ربما كان جون هاسلت أفضل جندي تمكنت ولاية ديلاوير من تقديمه، وكان صديقه المخلص، سيزر رودني، ثاني أفضل جندي. عقب معرفته بوفاة هاسلت في معركة برينستون، هرع سيزر إلى الجيش القاري ليحاول أن يحل محله. خلف ديفيد هال هالست كعقيد في حين أعادت واشنطن سيزر إلى موطنه ليكون حاكمًا أثناء الحرب ولواءً لمليشيات ديلاوير. بقيت الكتيبة التي أنشأها هالست ضمن أفضل كتائب الجيش القاري إلا أنها دُمرت تقريبًا في معركة الكامدن في عام 1780. كلواء لمليشيات ديلاوير، وفّر سيزر الحماية للولاية من التدخلات العسكرية البريطانية وسيطر على النشاط المتواصل الموالي للحكومة، وخاصة في مقاطعة سوسكس، وموقع المعسكر الأسود لعام 1780. كان معظم المتمردين من سيدار كريك وسلوتر نيك هاندرد، وكان مقرهم الرئيسي في مستنقع يبعد نحو ستة أميال (10 كيلومتر) عن شمال جورج تاون. امتلك قادتهم، بارثولوميو بانيوم (بانوم) وليام دوتون، نحو 400 رجل مؤلفين في «اتحادات» أو سرايا مليشيات. أبلغ محقق عن القضايا كالتالي: «بعض هؤلاء الأشخاص الجاهلين معارضون للقانون بمجمله، وآخرون معارضون لتأسيس ما يدعونه تشريعات الملك –وآخرون معارضون لدفع الضرائب– لكن يبدو بوجه عام أنهم مؤمنون بأن جميع جنوب خليج تشيسابيك ألقوا أسلحتهم ورضخوا لتشريعات الملك –وبأن عليهم جعل مقاطعة سوسكس تفعل المثل بسهولة.
فرّقت مليشيا مقاطعة كينت المتمردين. إذ أُرسل بعضهم للخدمة في الجيش القاري، واتُّهم 37 منهم بالخيانة في محكمة الدولة العليا. وأُمر بتعليق ثمانية «من العنق لكن ليس حتى الموت، ومن ثم تُخرج أحشائهم وتُحرق أمام ناظريهم، ومن ثم يُفصل رأسهم عن جسدهم، وتُقطّع أجسادهم إلى أربعة أرباع، ويجب أن تكون هذه تحت تصرف السلطة العليا في الدولة.» كانت تلك العقوبة المعتادة لتهمة الخيانة، ومع ذلك، عفا المجلس العام عن جميع المشتركين في 4 نوفمبر 1780.

## روابط خارجية
- سيزر رودني على موقع الموسوعة البريطانية (الإنجليزية)